# Владимир Мешчерски
Владимир Петрович Мешчерски (рус. Владимир Петрович Мещерский; Санкт Петербург, 26. јануар 1839 — Царско Село, 23. јул 1914) је био руски кнез, писац, публициста и конзервативац, издавач новина Гражданин, коморник императора Александра II.

## Биографија
Мешчерски је био унук Николаја Карамзина по мајчиној линији. Родитељи кнеза Мешчерског су припадали амбијенту око Александра Пушкина, а његова баба Софија Сергејевна Мешчерска (рус. София Сергеевна Мещерская, друга супруга Ивана Сергејевича Мешчерског, 1775-1851) је била преводилац с француског језика. Кум Мешчерског је била удовица великог историчара, Екатерина Андрејевна Карамзина.
Године 1863, током Польског устанка кнез је путовао у Смоленск да организује народное ополчение (народну војску) против сепаратиста.
Кнез Мешчерски је био утицајни конзервативни публициста и саветник владе (Александра III, затим Николаја II). Постао је чувен својом понудом да се прекину реформе Александра II («поставить точку»).
Новине Гражданин, коју је он издавао, добијале су супсидије (финансијску помоћ) од владе. Фјодор Достојевски (који је и сам био раније редактор-издавач тих новина) је сарађивао са кнезом Мешчерским.
Репутација кнеза је била одиозна код либерала и левичара, но и код неких конзервативаца — кнез је био «серый кардинал» владе. Кнез Мешчерски се упознао 1863. године са конзервативним новинаром Михаил Никифорович Катков и након тога је писао у једном писму да се просто заљубио у њега.
Кнез Мешчерски је писао чланке о Тјутчеву, Толстоју, Достојевском
Кнез Владимир Мешчерски је био нежења.
Братаница кнеза Мешчерског, Наталија Николајевна (Игнатјева, 1877—1944), удала се за руског министра просвете (1915—16) Павла Николајевича Игнатјева.
Братић кнеза Емануил Николајевич Мешчерски (1832-77) је погинуо током херојске Одбране Шипке 1877 у Руско-турском ослободилачком рату.

## Ставови
Кнез Мешчерски је био велики противник слободне трговине. Кнез је оптужио поборнике слободне трговине за понизност пред Западом и за недостатност родољубља. Мешчерски описује тадашње руске трговце (купечество) као грубе и равнодушне према сваком друштвеном економском интересу.

## Дела
публицистика
- 1868-1870: , сб. 1-2[2]
- 1876: [2]
- 1879: [2]

мемоари
- 1897-1912: ''Мои воспоминания (т. 1-3)

комедије, романи
- 1874:
- 1874:
- 1875:
- 1877:
- 1878: